# Molí de Baix (Sant Pere de Vilamajor)
El Molí de Baix és una masia de Sant Pere de Vilamajor (Vallès Oriental) protegida com a Bé Cultural d'Interès Local.

## Descripció
Masia del tipus II del segle xii reformada al 1950, al 1995 i al 200. La construcció original és de planta rectangular composta de planta semi-soterrani i planta baixa. La teulada té dues vessants i carener perpendicular a la façana principal. L'edifici està suportat per les parets gruixudes de pedra i fang i també hi trobem un pilar de fusta. Actualment s'usa com habitatge, però antigament era un molí que utilitzava les aigües de la riera de Vilamajor. L'ampliació és un cos aïllat, de nova construcció de planta rectangular, de planta baixa, que és habitatge i planta semi-soterrani com a porxo. Trobem un altre cos de planta baixa que és un traster també de planta rectangular. Aquesta construcció disposa de molts elements interessants per la seva història, funció i tipologia, i també elements particulars de valor com la volta del soterrani i les seves obertures. Es protegeix el volum principal, i no s'admeten ampliacions. També es protegeixen elements singulars com la bassa dessecada, el rec, els ponts, el pou, les rodes de molí, que caracteritzen i ens recorden la funció per a la qual va ser construïda l'edificació.